# حمة العيد (العرش)

تعديل مصدري - تعديل

حارة حمة العيد هي إحدى حارات مدينة ملاح أحد مدن محافظة البيضاء، بلغ تعداد سكانها 743 نسمة حسب تعداد اليمن لعام 2004.